# 伊茲比切尼鄉
43°49′14″N 24°39′39″E / 43.82056°N 24.66083°E
伊茲比切尼鄉（羅馬尼亞語：Comuna Izbiceni, Olt），是羅馬尼亞的鄉份，位於該國南部，由奧爾特縣負責管轄，面積51平方公里，海拔高度38米，2007年人口4,981，人口密度每平方公里97人。